# Gizela Bendová
Gizela Bendová (13. listopadu 1922 – ???) byla slovenská a československá politička a poúnorová bezpartijní poslankyně Národního shromáždění ČSSR.

## Biografie
Ve volbách roku 1960 byla zvolena do Národního shromáždění ČSSR za Středoslovenský kraj jako bezpartijní kandidátka. V parlamentu setrvala až do konce funkčního období, tedy do voleb roku 1964.